# Songbird (песня Барбры Стрейзанд)
«Songbird» (с англ. — «Певчая птица») — песня, записанная американской певицей Барброй Стрейзанд. Песня была выпущена как первый и единственный сингл с её двадцатого студийного альбома Songbird.
Песня добралась до 25 места в чарте Billboard Hot 100, а также возглавила чарт Adult Contemporary, который в то время назывался Easy Listening. Песня провела на вершине две недели, это был уж пятый чарттоппер в данном чарте. Также песня стала хитом номер один в канадском чарте RPM Adult Contemporary.
По одной из версий, низкая позиция песни в поп-чарте связна с тем, что в это же время была выпущена другая песня Стрейзанд, «Prisoner», ставшая саундтреком к фильму «Глаза Лауры Марс». В итоге певица сама с собой конкурировала в чартах продаж, вследствие чего ни одна из песен не смогла достичь успеха.

## Чарты
| Чарт (1978)                        | Пиковая позиция |
| ---------------------------------- | --------------- |
| Австралия (Kent Music Report)      | 92              |
| Канада (RPM Top Singles)           | 33              |
| Канада (RPM Adult Contemporary)    | 1               |
| США (Billboard Hot 100)            | 25              |
| США (Billboard Adult Contemporary) | 1               |
| США (Cash Box Top 100)             | 33              |